# Tocznabiel (osada leśna w województwie mazowieckim)
Tocznabiel – osada leśna w Polsce położona w województwie mazowieckim, w powiecie pułtuskim, w gminie Obryte.
W latach 1975–1998 miejscowość administracyjnie należała do województwa ostrołęckiego.